# Paraepermenia santaliella
Paraepermenia santaliella är en fjärilsart som beskrevs av Reinhardt Gaedike 1968. Paraepermenia santaliella ingår i släktet Paraepermenia och familjen skärmmalar. Inga underarter finns listade i Catalogue of Life.